# Walther MP
Walther MP («Вальтер» МР) — німецький пістолет-кулемет, розроблений фірмою Walther. Walther MP використовувався поліцією Німеччини і випускався в двох варіантах. Пістолет-кулемет МРК (MP Kurz, короткий) має ствол довжиною 171 мм, а MPL (MP Lang, довгий) — 257 мм. Перший краще підходить для прихованого носіння, другий — для прицільної стрільби.

## Система
Затвор вільний, стрільба ведеться з відкритого положення затвора. У разі необхідності затвор можна закрити за допомогою рукоятки. Приклад відкидний, його спинку можна використовувати як додаткову передню рукоятку. З обох варіантів можна вести як автоматичний, так і одиночний вогонь.

## Використання
Обидва варіанти пістолета-кулемета активно експортувалися в країни  Латинської Америки, в тому числі в Бразилію, Колумбію,  Мексику, Венесуелу.
- Бразилія: Варіант MPK.[3]
- Колумбія: Варіант MPK.[3]
- Німеччина: Використовуються різні варіанти частинами ВМС.[1] Також використовується підрозділами поліції.[2]
- Мексика: ВМС Мексики.[2]
- США: Використовувався під час операції «Орлиній кіготь».[4]

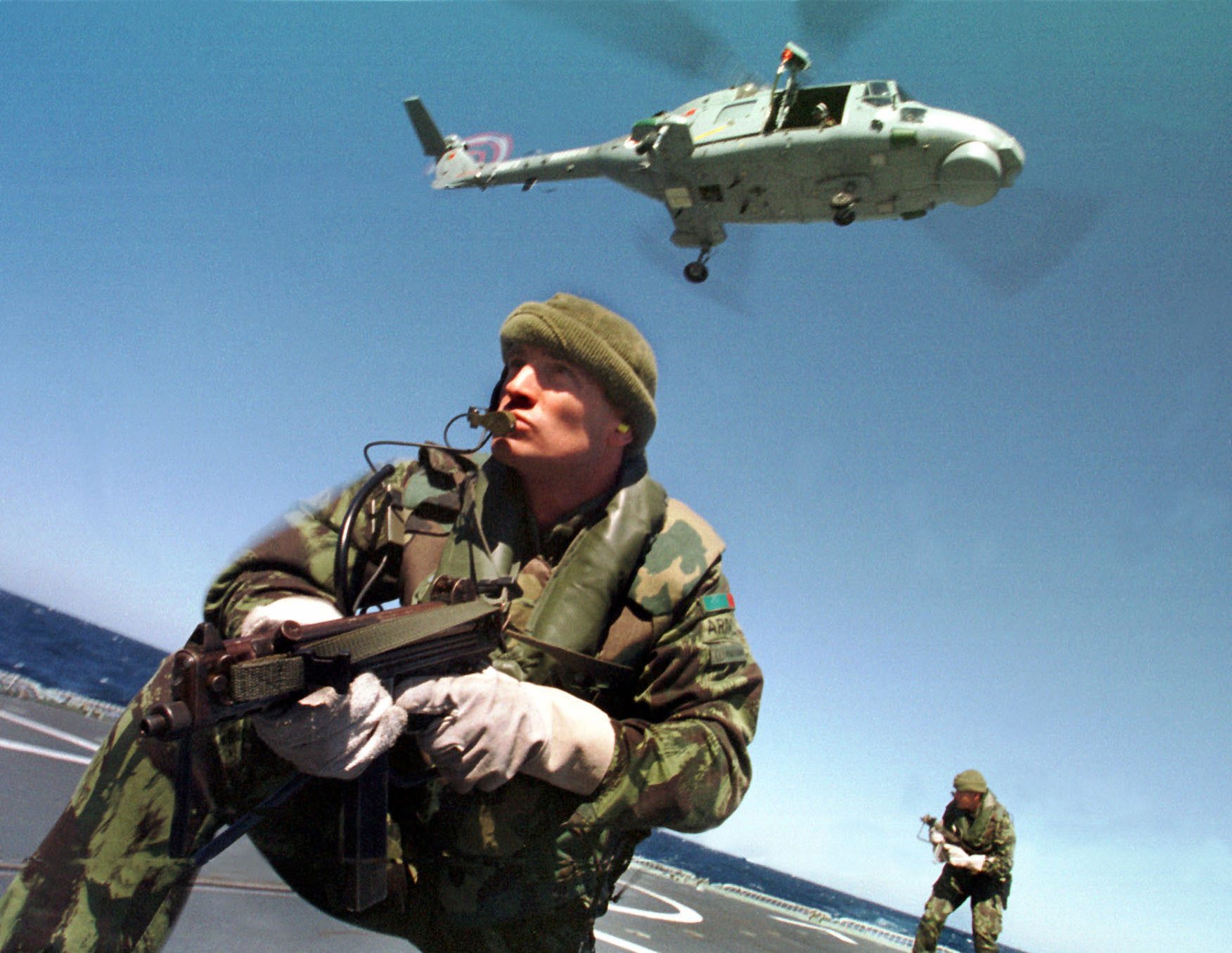
Морська піхота Португалії з пістолетом-кулеметом Walther MPL під час тренувань

- Венесуела: Варіант MPK.[3]
- Зімбабве: Варіант MPK.[3]